# Горюн (хутор)
Горюн — упразднённый хутор в Гайском районе Оренбургской области России. На момент упразднения входил в состав сельского поселения Губерлинский сельсовет. Исключён из учётных данных в 1998 году.

## География
Располагался на левом берегу реки Урал в месте впадения в неё реки Большой Горюн, на расстоянии примерно 10 километра (по прямой) к юго-востоку от села Казачья Губерля.

## История
Возник в XVIII веке как казачий пограничный редут. По данным на 1927 год русский хутор Горюн состоял из 12 дворов. В административном отношении входил в состав Хабарного сельсовета Орской волости Оренбургской губернии.
По данным на 1949 год кошара совхоза Губерлинский «Горюн» входила в состав Губерлинского сельсовета Халиловского района и находилась примерно в 50 км от райцентра (р.п. Халилово).
Постановлением Законодательного Собрания Оренбургской области от 23 января 1998 года № 230/40-ПЗС (решение принято 29 декабря 1997 года, подписано Главой администрации Оренбургской области В. В. Елагиным 23 января 1998) хутор исключён из учётных данных.

## Население
По данным переписи 1926 года на хуторе проживало 59 человек, в том числе 27 мужчин и 32 женщины.